# Les Grands Chemins (film, 1953)
Pour plus de détails, voir Fiche technique et Distribution.
Les Grands Chemins (Οι μεγάλοι δρόμοι (I mégali dromi)) est un film grec réalisé par Grigóris Grigoríou et sorti en 1953.
Le film, dans la veine du néoréalisme fut un échec commercial. Il marqua un tournant dans la carrière de Grigóris Grigoríou car il s'ajoutait à l'échec déjà de Pain amer. Le réalisateur dut se tourner vers des films plus grand public, au détriment de son art.

## Synopsis
Un étudiant en médecine (Dínos Dimópoulos) tombe amoureux d'une jeune fille pauvre. Il l'épouse malgré l'opposition de sa famille. Ils vivent alors une vie triste et pauvre pleine de difficultés et revers. Ils finissent par quitter la ville pour s'installer à la campagne.

## Fiche technique
- Titre : Les Grands Chemins
- Titre original : Οι μεγάλοι δρόμοι (I mégali dromi)
- Réalisation : Grigóris Grigoríou
- Scénario : Dínos Dimópoulos
- Direction artistique :
- Décors : Nikos Moukelis
- Costumes :
- Photographie : Thanassis Papadoukas
- Son : Markos Zervas
- Montage : Antonis Karatzopoulos
- Musique : Argyris Kounadis (el) ; chansons par Vassílis Tsitsánis et Maríka Nínou
- Production : Pergantis Bros
- Pays de production :  Grèce
- Langue : grec
- Format : Noir et blanc
- Genre : Drame
- Durée : 71 minutes
- Dates de sortie : 1953

## Distribution
- Dínos Dimópoulos
- Liana Liapi
- Giannis Argyris
- Giorgos Vlahopoulos
- Veatriki Deligianni